# Lindy Chamberlain
Alice Lynne Murchison (Whakatane, 4 de marzo de 1948), conocida como Lindy Chamberlain, es una mujer australiana nacida en Nueva Zelanda que fue condenada injustamente en uno de los casos más controversiales de asesinato y errores judiciales. Acusada de la muerte de su hija Azaria de nueve semanas mientras acampaban en Uluru en 1980, Chamberlain sostuvo que vio un dingo salir de la carpa donde dormía su hija. El caso de la fiscalía fue circunstancial y dependió de pruebas forenses profundamente defectuosas.

## Biografía
Alice Lynne Murchison "Lindy", nació en Nueva Zelanda, hija de Avis y Cliff Murchison. Su familia fue miembro de la Iglesia Adventista del Séptimo Día, donde su padre era pastor. Poco antes de cumplir los dos años de nacida, su familia se mudó a Victoria, Australia, donde se establecieron y posteriormente estudió en Benalla.
El 18 de noviembre de 1969, se casó con un pastor adventista, Michael Chamberlain, también neozelandés, y durante los primeros cinco años después de su matrimonio vivieron en Tasmania, con Chamberlain pastoreando iglesias de la isla. Su primer hijo, Aiden, nació en 1973. Durante estos cinco años, Lindy obtuvo su certificado de Launceston Technical College en confección, sastrería y dibujo. Luego, la nueva familia se mudó a Queensland, y Lindy dio a luz a su segundo hijo (Regan) en Bowen en 1976 y, después de vivir en Innisfail, se mudaron a Mount Isa en el norte de Queensland. 
El 11 de junio de 1980 nació su primera hija, Azaria. En ese momento, y tras la desaparición de su hija, Michael Chamberlain se desempeñaba como ministro de la Iglesia Adventista del Séptimo Día de Mount Isa y Lindy estaba muy involucrada en la iglesia, además de cumplir con los deberes normales de la esposa de un clérigo. También estaba utilizando sus habilidades de modista para especializarse en la confección de vestidos de novia por encargo.
Su segunda hija y su cuarta hija, Kahlia, nacieron en noviembre de 1982 en el Hospital Darwin mientras Lindy estaba bajo custodia en la prisión de Darwin después de haber sido condenada falsamente por el asesinato de Azaria. La nueva hija de Lindy le fue arrebatada al nacer antes de su regreso a prisión para continuar cumpliendo su sentencia obligatoria de cadena perpetua con trabajos forzados.

## Desaparición de Azaria Chamberlain
Cuando Azaria tenía nueve semanas, la familia se fue de campamento a Uluru y llegó el 16 de agosto de 1980. En la noche del 17 de agosto, Chamberlain informó que un dingo había sacado a Azaria de su tienda. Se organizó una búsqueda masiva; Azaria no fue encontrada, pero el mono que llevaba puesto fue descubierto aproximadamente una semana después a unos 4 kilómetros de la tienda, manchado de sangre alrededor del cuello, lo que indica la probable muerte de la infante desaparecida. En ese momento no se encontró la chaqueta de matiné que llevaba.Desde el día en que Azaria desapareció, Lindy y Michael Chamberlain sostuvieron que un dingo se la llevó. Al principio del caso, los hechos demostraron que durante los dos años anteriores a la desaparición de Azaria, el jefe de guardabosques de Uluru, Derek Roff, había estado escribiendo al gobierno instando a sacrificar dingos y advirtiendo sobre una tragedia humana inminente. Roff notó que los dingos en el área se estaban volviendo cada vez más agresivos, acercándose y a veces mordiendo a la gente.

## Condena, encarcelamiento y liberación
Chamberlain fue condenada el 29 de octubre de 1982  y sus apelaciones ante el Tribunal Federal de Australia y el Tribunal Superior de Australia fueron desestimadas. El 7 de febrero de 1986, tras el descubrimiento de nuevas pruebas (vestimenta igual que Azaria), Chamberlain fue puesta en libertad en remisión. Ella y su marido Michael Chamberlain, coacusado, fueron indultados oficialmente en 1987, y sus condenas fueron anuladas por la Corte Suprema del Territorio del Norte en 1988. En 1992, el gobierno australiano pagó a Chamberlain 1,3 millones de dólares en compensación. En 2012, una cuarta investigación forense encontró (al igual que la primera investigación) que Azaria murió «como resultado de haber sido atacado y secuestrado por un dingo».

## Vida posterior
Chamberlain publicó Through My Eyes: an autobiography en 1990. Los Chamberlain se divorciaron en 1991. El 20 de diciembre de 1992, se casó con Rick Creighton, un editor estadounidense y miembro de la Iglesia Adventista del Séptimo Día, y ahora se la conoce como Lindy Chamberlain-Creighton. Ella y Creighton viven en Australia. En 2007, Chamberlain habló en apoyo de los padres de Madeleine McCann y dijo que estaría dispuesta a hablar con ellos.
En agosto de 2010, en el 30 aniversario de la muerte de Azaria, Chamberlain apeló en su sitio web para que se modificara la causa de la muerte en el registro de defunción de Azaria. En 2012, el informe final del forense identificó que un dingo fue la causa de la muerte.

## Película y otras adaptaciones
En la película para televisión australiana de 1983 sobre el caso, ¿Quién mató a Baby Azaria?, Chamberlain fue interpretada por Elaine Hudson; la película se emitió en Network Ten. En la película de 1988 Evil Angels (estrenada como Un grito en la oscuridad fuera de Australia y Nueva Zelanda), fue interpretada por Meryl Streep, quien fue nominada a los Premios Oscar como Mejor Actriz en 1989.
El compositor australiano Moya Henderson escribió la ópera Lindy, de un libreto por Judith Rodriguez.
En 2021, la drag queen australiana Etcetera Etcetera interpretó a Chamberlain en el episodio Snatch Game de la primera serie de RuPaul's Drag Race Down Under. La actuación fue duramente criticada en los medios y por los compañeros concursantes por ser de mal gusto.